# Malapterurus polli
Malapterurus polli es una especie de peces de la familia Malapteruridae en el orden de los Siluriformes.

## Morfología
• Los machos pueden llegar alcanzar los 49,5 cm de longitud total.
- Número de  vértebras: 38-41.[1]

## Hábitat
Es un pez de agua dulce.

## Distribución geográfica
Se encuentran en África: es una especie  endémica de la cuenca del lago Tanganika.